# Dean A. Zupancic
Dean A. Zupancic, né le 24 juin 1959, est un ingénieur du son américain. Il a été nommé pour un Oscar dans la catégorie Meilleur mixage de son pour le film Le Monde de Narnia : Le Lion, la Sorcière blanche et l'Armoire magique. Il a travaillé sur plus de 120 films depuis 1986.

## Filmographie partielle
- 2005 : Le Monde de Narnia : Le Lion, la Sorcière blanche et l'Armoire magique
- 2020 : Joker de Todd Phillips

## Distinctions

### Nominations
- Oscars 2006 : Meilleur mixage de son pour Le Monde de Narnia : Le Lion, la Sorcière blanche et l'Armoire magique
- BAFA 2020 : Meilleur son pour Joker